# Оріон-128

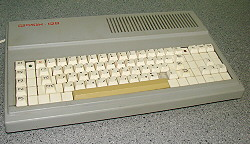
Оріон-128

«Оріо́н-128» — аматорський 8-розрядний персональний комп'ютер. Розробили радіоаматори з Підмосков'я — В'ячеслав Сафронов, Владислав Сугоняко, Костянтин Коненков. Схему й опис комп'ютера опубліковано в журналі «Радіо» 1990 року, інші матеріали з теми публікувалися в цьому журналі до 1996 року.
Вперше продемонстровано на 34-й Всесоюзній радіовиставці ДТСААФ 22 травня 1989 року, де відзначено першою премією.
«Оріон-128» протягом 1992—1993 років вироблявся серійно на Лівенському заводі засобів машинної графіки (Орловська область).

## Технічні характеристики
- Процесор: КР580ВМ80А на тактовій частоті 2,5 МГц, швидкодія 625 тис. оп./с.
  - Оперативна пам'ять — 128 КБ з можливістю нарощення до 256 КБ. Оскільки такий обсяг пам'яті перевершує адресний простір процесора, використовується метод перемикання банків[1][2])
  - Постійний запам'ятовувач — 2 КБ (завантажувач і системний монітор)
- Пристрій виведення: телевізор; робота в графічному режимі 384 × 256 пікселів; 25 рядків по 64 символи за використання стандартного шрифту; колірність: монохромний (чорно-зелений або жовто-блакитний), 4 (в режимі 4 кольори на кожну точку, у двох палітрах), 16 кольорів (у режимі 16 кольорів тла і 16 кольорів тону на вісім суміжних точок по горизонталі)
- Зовнішня пам'ять: побутовий магнітофон, ROM-диск 64 кб, дисковод гнучких магнітних дисків. У кінці 90-х з'явилася можливість підключення через найпростіший контролер жорсткого диска з інтерфейсом IDE (або CF-карти з таким самим інтерфейсом).
- Клавіатура: матриця 8*8 + 3 керувальні клавіші або промислова клавіатура MS7007 (11*8). Згодом використовувався контролер для підключення PS/2 клавіатури.

## Програмне забезпечення
- Монітор 1/2/3
- Операційні системи: ORDOS 2.40…6.0[5][6][7], CP/M 2.2, SPDOS, DSDOS [Архівовано 11 вересня 2019 у Wayback Machine.]
- Ігри
- Системні утиліти

## Особливості
«Оріон» частково сумісний і з «Радіо 86РК» за клавіатурою, стандартними підпрограмами ПЗП і форматом зберігання даних на касеті, та з іншим радіоаматорським комп'ютером, «Спеціаліст» за форматом графічного екрана. Мабуть, він також використовував ідею електронного диска з ОЗП від ще одного комп'ютера з ОЗП 128 кб — «Океан-240». Розробники «Оріона», за їх словами, мали на меті створити недорогий, простий і доступний для повторення побутовий ПК з хорошими графічними можливостями. У мінімальній конфігурації (без кольору, з ОЗП 64 кб) Оріон містить лише 42 мікросхеми, в стандартній конфігурації (128 кб) усього 59, причому не використовує дорогих чи дефіцитних компонентів, можна використовувати мікросхеми застарілих серій. З цих самих міркувань як ЦП застосовано КР580ВМ80А, як найдешевший і доступний для придбання. Причому схемотехніка «Оріона» така, що процесор працює на максимальній для нього частоті 2,5 МГц без будь-яких затримок. Використовується ідея прозорого доступу до ОЗП, застосована раніше в «Спеціалісті» та його клонах. Інші подібні машини для синхронізації процесора з відеочастиною використовували цикли WAIT, що знижувало продуктивність на 25 %. Це зробило «Оріон», поряд з «Корветом», найшвидшим побутовим комп'ютером виробництва СРСР на цьому процесорі. Наприклад, «Вектор-06Ц», що має значно вищу тактову частоту 3 МГц, поступається «Оріону» за швидкодією через гальмування процесора відеоконтролером.
«Оріон» має високі для свого класу машин графічними можливостями — роздільність 384х256 забезпечує непогану графіку в іграх, хоча для роботи з текстом роздільність усе-одно недостатня; передбачено повноцінний колірний режим зі своїм кольором на кожен піксель (аналог CGA, лише з іншою організацією), 4 кольори обираються з двох палітр і візуально кількість кольорів можна збільшити завдяки мозаїці з кольорових точок, як роблять в іграх CGA. Такий режим типовий для багатьох ЕОМ цього рівня (на жаль, програмами цей режим майже не використовувався, оскільки для тексту він не потрібен, а для створення ігор не було графічного редактора); а для ігор і текстів є зручний 16-колірний режим (у межах екранного байта можливі лише 2 кольори).
Організація екрану «Оріона» лінійна і дуже зручна для програміста — молодший байт адреси задає положення екранного байта по вертикалі, а старший байт вказує на його положення по горизонталі. Це спростило і прискорило виведення графіки на екран, (подібна організація екрану також у «Спеціалісті», «Векторі» і «Океані»). Кольоровий екран у 16-колірному режимі складається з двох площин — площини графіки і площини кольору. Для тексту в одноколірному вікні це прискорює виведення і зсув, оскільки перед виведенням спочатку зафарбовують вікно, що вдвічі скорочує обсяг виведених байтів на символ (відносно CGA), а під час прокручування у вікні колір просто не потрібно змінювати. Також, у всіх відеорежимах «Оріон» дозволяє використовувати до 4-х екранних буферів, що перемикаються програмно. Це дозволяє робити виведення на невидимий у даний момент екран, а потім миттєво вмикати його, що позбавляє від проблем з мерехтінням спрайтів у динамічних іграх і необхідності боротися з цим за рахунок переривань, як у ZX-Spectrum. На «Оріоні» навіть великі спрайти можна рухати по екрану без мерехтіння.
Для «Оріона-128» його розробники спочатку створили авторську операційну систему ORDOS, розраховану на роботу не з дисководом, а з ROM-диском (зовнішній ПЗП, що читається через ППА), RAM-дисками (для яких використовувалася друга і наступні 60-кілобайтові сторінки ОЗП) і магнітофоном. ORDOS дозволяла досить комфортно працювати з комп'ютером, не маючи недоступних на той час дисководів (подібну вбудовану в ПЗП ОС CP/M, що працює на електронний диск з ОЗП мав також випущений невеликою серією «Океан-240»). Із серійних домашніх комп'ютерів щось подібне було в «Юніора ФВ-6506», який теж використовував CP/M.
Відносними недоліками «Оріона» можна вважати неоптимальну роздільність екрану 384*256 за піксель-клоку 10 МГц. Це призводить до необхідності використовувати небайтовий шрифт 6*10, який (через необхідність маскування) виводиться в 2.5 рази повільніше, ніж байтовий шрифт 8*10. А ось у «Корветі», «Океані» і «Векторі» застосовано екран 512*256, тому навіть при меншій швидкодії ЦП і більшому розмірі екранного буфера, обробка тексту в них значно швидша, текст виглядає гарніше, а растр займає весь екран (тоді як в «Оріоні» лише частину екрану). Як на недолік іноді вказують на відсутність апаратного звукогенератора (звук формується програмно, зі значним завантаженням процесора). Можливо це зроблено тому, що автори розуміли, що ігрова ніша в країні вже зайнята клонами ZX-Spectrum.
А відсутність апаратного зсуву екрану, всупереч оглядам на деяких сайтах, зовсім не є недоліком, оскільки завдяки лінійній по вертикалі організації екрану вертикальний зсув екрану стеком виконується досить швидко, а горизонтальний зсув просто не потрібен.